# Споменик Светозара Милетића у Новом Саду
Споменик Светозара Милетића у Новом Саду се налази на Тргу слободе испред Градске куће. Oткривен је 1. октобра 1939. године и представља непокретно културно добро као споменик културе од великог значаја. На тадашњем Тргу oслобођења је одржана велика свечаност уз присуство високих званица, бројних делегација и грађана. Свечаност је отворио др Александар Моч, председник Одбора за подизање споменика и тадашњи председник Матице српске.
Споменик је рад Ивана Мештровића, посвећен је Светозару Милетићу (1826—1901) најзначајнијем вођи Српског народа у Хабзбуршкој монархији, посланику, адвокату и градоначелнику Новог Сада. Фигура је изливена у бронзи и постављена на четвртасти постамент од сивог гранита, док је Милетић приказан у натприродној величини, гологлав, са пелерином и уздигнутом десном руком.
Споменик је био уклоњен са Трга за време Другог светског рата али је већ 1944. године враћен на своје место, на иницијативу историчара Васе Стајића. На нови постамент од црног гранита вајар Павле Радовановић уклесао је, 1951. године, текст: „Светозар Милетић 1826 – 1901. рад Ивана Мештровића 1939“.
Године 2020. споменик је очишћен и саниран.